# Wybrzeże Mawsona
Wybrzeże Mawsona (ang. Mawson Coast) – część wybrzeża Ziemi Mac Robertsona na Antarktydzie Wschodniej.
Granice tego wybrzeża wyznaczają: od zachodu zatoka William Scoresby Bay (59°34′E), odgraniczająca je od Wybrzeża Kempa, a od wschodu Murray Monolith (66°54′E), za którą rozciąga się Wybrzeże Larsa Christensena. Zostało odkryte podczas ekspedycji BANZARE (ang. British–Australian–New Zealand Antarctic Research Expedition) w latach 1929–1930. Przebadano je dokładniej, włącznie z lądowaniem, podczas kolejnej ekspedycji BANZARE w następnym sezonie letnim (1930–1931). Wybrzeże zostało nazwane na cześć Douglasa Mawsona, dowódcy wypraw. Na wybrzeżu tym została założona australijska stacja polarna, Mawson Station.